# Soltész Albert
Soltész Albert (Debrecen, 1926. június 19. – 2015. szeptember 22.) festő, grafikus.

## Pályafutása
1946-tól 1949-ig a nyíregyházi Bessenyei György Népfőiskolán tanult, 1950-től a Magyar Képzőművészeti Főiskola hallgatója volt, ám nem fejezhette be tanulmányai. Mesterei Fónyi Géza és Barcsay Jenő voltak. 1958s és 1964 között a tokaji, 1964 és 1970 között a Hajdúböszörményi, 1970-71-ben a nyíregyháza-sóstói, 1974-77-ben a lengyelországi solinai művésztelepen dolgozott. Tanulmányutakat tett Bécsben, Párizsban, Olaszországban és Erdélyben járt. 1980 és 1991 között a nyíregyházi Dohányfermentáló Üzemben szakkört vezetett. Ez később Benczúr Gyula Képzőművészeti Szakkörként működött tovább a Tiszti Klubban. Művei főként tájképek, portrék. Grafikusként elsősorban tustechnikát használt.

## Díjak, elismerések
- 1969: a nyíregyházi Városi Tanács Végrehajtó Bizottsága Jubileumi Pályázat, II. díj;
- a Szabolcs-Szatmár Megyei Felszabadulási Jubileumi Pályázat, III. díj;
- a Szabolcs-Szatmár Megyei Tanácsköztársasági Jubileumi Pályázat, III. díj;
- 1973: Honorable Mention Aranyérem, New York;
- 1974: Rzeszówban a város Nagydíja;
- Lenin-emlékplakett, Krakkó;
- 1993: a nyíregyházi Városi Önkormányzat Különdíja;
- 1994: a Művészetbarátok Egyesületének Emlékplakettje;
- Beregi Hét díja, Vásárosnamény;
- 1996: Nyíregyháza Város Művészeti Életéért kitüntetés.

## Egyéni kiállítások
- 1961 • Jósa András Múzeum, Nyíregyháza (kat.)
- 1965 • Művelődési Ház, Tokaj • Tudományos Ismeretterjesztő Társulat Csokonai Vitéz Mihály Értelmiségi Klub, Debrecen
- 1966 • Petőfi Sándor Művelődési Ház, Hajdúböszörmény
- 1969 • Művelődési Ház, Tuzsér
- 1971 • Rzeszów (PL)
- 1973 • Lengyel Kulturális Intézet, Budapest
- 1977 • Báthory István Múzeum, Nyírbátor (kat.) • Vasvári Pál Múzeum, Tiszavasvári
- 1986 • Megyei Művelődési Központ, Nyíregyháza • Művelődési Ház, Kisvárda • Művelődési Ház, Fehérgyarmat (gyűjt.)
- 1987 • Központi Statisztikai Hivatal és SZÜV Székház, Nyíregyháza (gyűjt.) • Szabolcshő Vállalat, Nyíregyháza (kat.) • Vásárosnamény
- 1994 • Mester és tanítványai, Helyőrségi Művelődési Ház, Nyíregyháza
- 1995 • Helyőrségi Művelődési Ház, Nyíregyháza
- 1996 • Városi Galéria, Nyíregyháza (gyűjt., kat.)
- 1997 • Korona Szálló, Nyíregyháza
- 1998 • KPVDSZ Művelődési Ház, Nyíregyháza
- 1999 • Városi Művelődési Központ, Nyíregyháza • Helyőrségi Művelődési Ház, Nyíregyháza (retrospektív kiállítás)
- 2000 • Nyíregyháza.

## Válogatott csoportos kiállítások
1956-tól rendszeresen vésztvevője a Nyíregyházán megrendezett Szabolcs-Szatmár Megyei Őszi Tárlatoknak és a debreceni Országos Nyári Tárlatoknak.
- 1966, 1970, 1979, 1985 • Szabolcs-Szatmár Megyei Művészek, Ungváron
- 1983 • Metró Klub, Budapest
- 1989 • 25 éves a Hajdúböszörményi Nemzetközi Művésztelep, Ernst Múzeum, Budapest
- 1991 • Szabolcs-Szatmár-Bereg Megyei Képző- és Iparművészek Kiállítása, Körmöcbánya
- 1992 • Országos Nyári Tárlat, Szeged
- 1994 • I. Beregi Képzőművészeti Tárlat, Vásárosnamény
- 1999 • Megyei Őszi Tárlat, Művelődési Ház, Mátészalka
- 2001 • Bencs villa, Nyíregyháza • Plaza, Nyíregyháza • Magyarok Háza

## Művek közgyűjteményekben
Báthory István Múzeum, Nyírbátor • Déri Múzeum, Debrecen • Jósa András Múzeum, Nyíregyháza • Múzeum, Rzeszów (PL) • Múzeum, Ungvár • Vay Ádám Múzeum, Vaja.